# 1898 en mathématiques
Cet article présente les faits marquants de l'année 1898 en mathématiques.

## Naissances
- 3 février : Pavel Urysohn (mort en 1924), mathématicien russe.
- 3 mars : Emil Artin (mort en 1962), mathématicien autrichien.
- 25 mars : David Widder (mort en 1990), mathématicien américain.
- 2 avril : Chiungtze Tsen (mort en 1940), mathématicien chinois.
- 16 avril : Hellmuth Kneser (mort en 1973), mathématicien allemand.
- 9 mai : Arend Heyting (mort en 1980), mathématicien et logicien néerlandais.
- 27 mai : Hermann von Baravalle (mort en 1973), mathématicien, pédagogue, physicien et astronome allemand.
- 4 juin : Frans-H. van den Dungen (mort en 1965), mathématicien belge.
- 22 juin : Arthur Herbert Copeland (mort en 1970), mathématicien américain.
- 25 août : Helmut Hasse (mort en 1979), mathématicien allemand.
- 9 octobre : Heinrich Behnke (mort en 1979), mathématicien allemand.
- 7 novembre : Raphaël Salem (mort en 1963), mathématicien français.

## Décès
- 14 janvier : Lewis Carroll (né en 1832), romancier, essayiste, photographe amateur et mathématicien anglais.
- 12 mars : Johann Jakob Balmer (né en 1825), physicien et mathématicien suisse.
- 9 mai : Cyrille Souillard (né en 1828), astronome et mathématicien français.
- 6 juin : Henry Perigal (né en 1801), mathématicien amateur britannique.